# Hrîșkivka, Radomîșl
Hrîșkivka (în ucraineană Гришківка) este un sat în comuna Zankî din raionul Radomîșl, regiunea Jîtomîr, Ucraina.

## Demografie
Componența lingvistică a localității Hrîșkivka
     Ucraineană (96,63%)
     Rusă (3,37%)
Conform recensământului din 2001, majoritatea populației localității Hrîșkivka era vorbitoare de ucraineană (96,63%), existând în minoritate și vorbitori de rusă (3,37%).